# Laval-sur-Doulon
Laval-sur-Doulon (okzitanisch gleichlautend) ist eine französische Gemeinde mit 61 Einwohnern (Stand: 1. Januar 2022). Sie liegt im Département Haute-Loire in der Region Auvergne-Rhône-Alpes (vor 2016 Auvergne) und gehört zum Arrondissement Brioude sowie zum Kanton Plateau du Haut-Velay granitique. 

## Geographie
Laval-sur-Doulon liegt etwa 40 Kilometer nordnordwestlich von Le Puy-en-Velay am Ufer des Flusses Doulon.

### Nachbargemeinden
Umgeben wird Laval-sur-Doulon von den Nachbargemeinden Saint-Vert im Norden und Westen, Doranges im Nordosten, Saint-Alyre-d’Arlanc im Osten, Cistrières im Osten und Südosten, Saint-Didier-sur-Doulon im Süden sowie Champagnac-le-Vieux im Westen und Südwesten.

## Bevölkerungsentwicklung
| Jahr                       | 1962 | 1968 | 1975 | 1982 | 1990 | 1999 | 2006 | 2017 |
| Einwohner                  | 168  | 125  | 105  | 91   | 63   | 60   | 61   | 63   |
| Quellen: Cassini und INSEE |      |      |      |      |      |      |      |      |

## Sehenswürdigkeiten
- Kirche Notre-Dame-de-l’Assomption, seit 1989 Monument historique

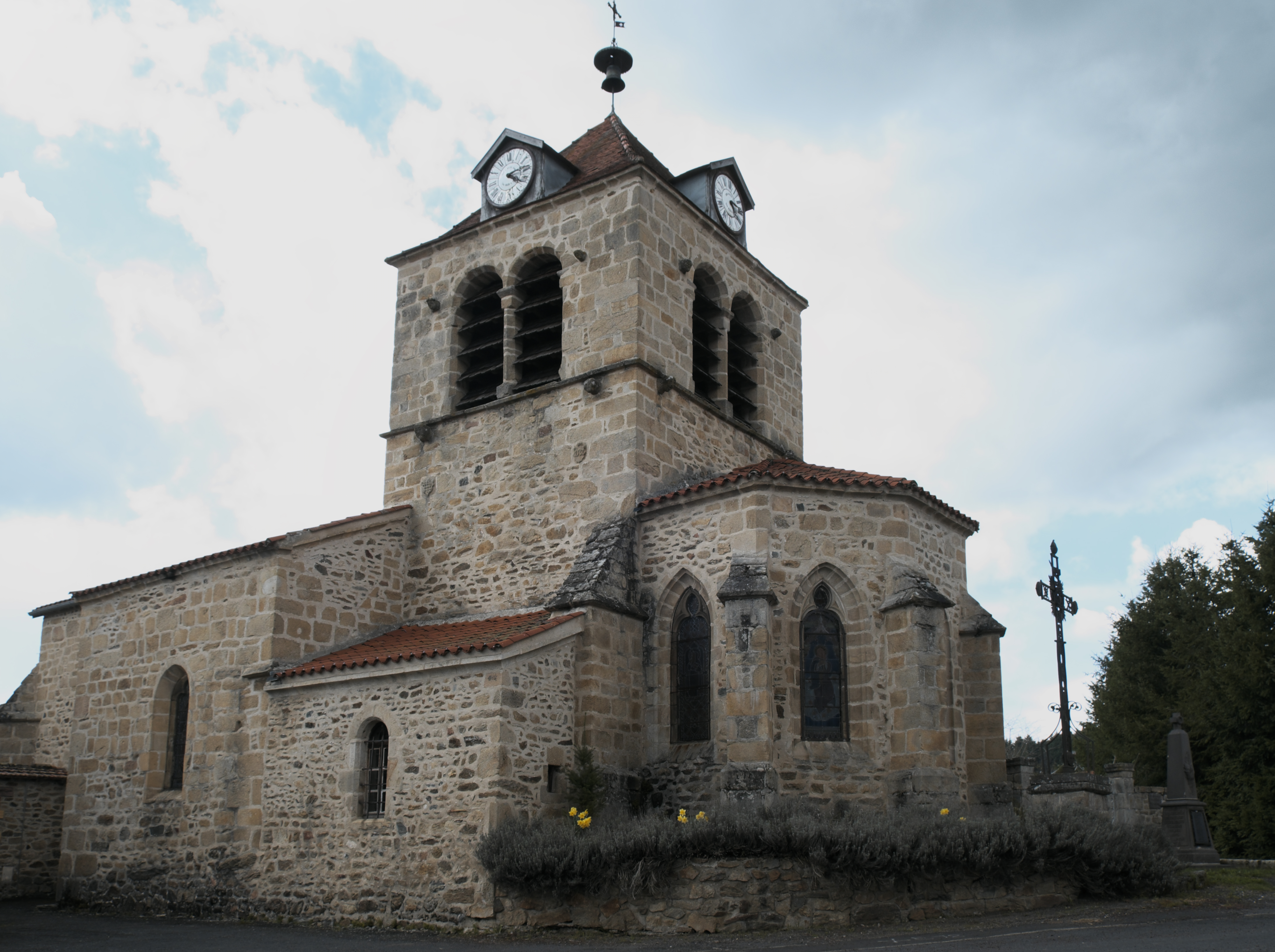
Kirche Notre-Dame-de-l’Assomption

- Schloss Le Viallard
- Schloss Chantaduc